# Street Fighter: The Legend of Chun-Li
Street Fighter: The Legend of Chun-Li (Street Fighter: A Lenda de Chun-Li, em português) é o segundo filme produzido sobre a série de jogos eletrônicos Street Fighter. Mas ao contrário do primeiro filme, a história é focada numa única personagem: Chun-Li. A direção deste novo filme ficou a cargo de Andrzej Bartkowiak, que também dirigiu a adaptação de outro sucesso dos videogames que migrou para o cinema, o filme Doom, em 2005.
Foi lançado nos Estados Unidos a 27 de Novembro de 2009, recebendo críticas maioritariamente negativas e sendo pobre na bilheteria, ganhando uma receita total de 12 milhões de dólares contra um orçamento de 50 milhões.

## Sinopse
Quando criança, Chun-Li vivia em uma família próspera. A mãe e o pai a adoravam, especialmente o último, que aspirava que ela se tornasse uma grande pianista no futuro.
Quando a jovem começou a mostrar interesse na prática de artes marciais, seu pai não recusou e começou a treiná-la. Tudo estava indo bem até que um dia, M. Bison entrou na casa e sequestrou seu pai.
Continuando os desejos de seu pai, Chun-Li se tornou pianista, até que um dia ela recebeu um pergaminho estranho. Após a morte de sua mãe, ela decide encontrar o dono do pergaminho, então viaja para Bangkok, onde deve encontrar Gen.
Quando ela encontra Gen, ele transmite sua sabedoria e como acabar com Bison. Com a ajuda de Charlie e da polícia, Chun-Li terá que impedir Bison de construir seu império. Bison ameaçado, contrata os melhores lutadores do mundo: Vega e Balrog, que serão responsáveis por prender pessoas em troca da proteção de Bison contra a lei.

## Elenco
- Kristin Kreuk - Chun-Li
- Chris Klein - Charlie Nash
- Michael Clarke Duncan - Balrog
- Robin Shou - Gen
- Neal McDonough - M. Bison
- Taboo - Vega
- Josie Ho - Cantana
- Moon Bloodgood - Maya (C. Viper)
- Edmund Chen - Xiang
- Cheng Pei-pei - Zhilan
- Elizaveta Kiryukhina - Rose